# Бозон

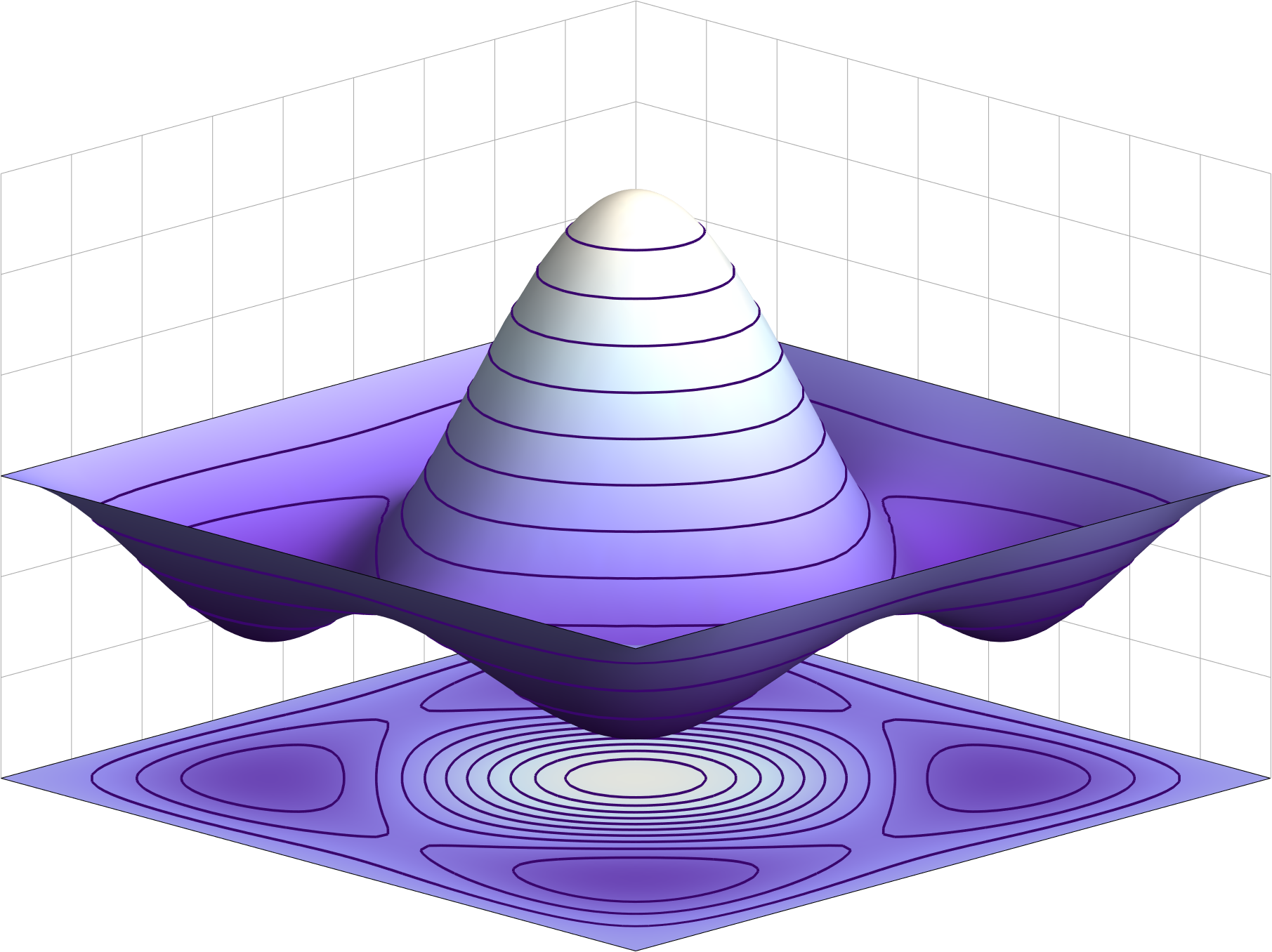
Симетрична хвильова функція двох бозонів у нескінченній квадратній потенційній ямі

Бозо́н (від прізвища фізика Шатьєндраната Бозе) — частинка або квазічастинка з цілим значенням спіну (0, 1, 2, ... у одиницях Планка). Одна з двох великих груп, на які поділяються всі відомі частинки, як прості так і композитні (другу групу складають частинки з напівцілим спіном — ферміони). Хвильова функція бозонів симетрична щодо перестановки частинок, тому вони підпорядковуються статистиці Бозе — Ейнштейна: у одному квантовому стані може перебувати необмежена кількість однакових частинок. 
До бозонів належать: фотони, W і Z бозони, мезони і антимезони, нейтральні атоми водню або гелію-4, фонони тощо. 
На відміну від ферміонів, елементарні бозони не мають античастинок. Відповідно, кількість бозонів не зберігається, тоді як баріонне і лептонне число — не змінюються при реакціях елементарних частинок.

## Деякі класи бозонів

### Елементарні бозони
Всі носії фундаментальних взаємодій є бозонами, і всі відомі елементарні бозони — носії фундаментальних взаємодій. До цього класу належать: фотони, глюони (9 типів), W± і Z0 бозони, бозон Хіггса і гіпотетичний носій гравітаційної взаємодії гравітон.
З бозонів стандартної моделі, один (бозон Хіггса) є скалярним — має спін 0, решта — векторні (мають спін 1). Гравітон теоретично є тензорним — має  спін 2.

### Адрони
Кварки мають спін ½, тому частинки, що складаються з парної кількості кварків є бозонами. Такі частинки називають мезонами. Більшість відомих мезонів складаються з кварка і антикварка, проте відомі і екзотичні мезони, що складаються з чотирьох кварків (тетракварки). Гіпотетично передбачені мезони, що не містять кварків взагалі, а є лише зв'язанним станом кількох глюонів, проте існування таких станів ще не підтверджено.

### Ядра атомів
Оскільки протони і нейтрони мають напівцілий спін, парна їх кількість має цілий спін. Тому ядра парно-парних і непарно-непарних нуклідів є бозонами. Найлегшими ядрами-бозонами є дейтерій і гелій-4, найважчими — теннессин-294 і оганесон-294.
Парно-парні ядра є найстабільнішими ізотопами, тоді як непарно-непарні — навпаки, найбільш нестабільними. Ядра з напівцілим спіном займають проміжну позицію.
Якщо ядро перебуває в збудженому стані, нуклони можуть мати додатковий момент, пов'язаний з орбітальним рухом, проте якщо ядро має цілий спін, то і у збудженому стані спін такого ядра залишиться цілим.

### Атоми
Спін атома складається зі спіна ядра і сумарного спіна і орбітального моменту всіх його електронів. Найпростіший з атомів — атом водню, що складається з одного протона і одного електрона, є бозоном.

### Квазічастинки
У багатьох випадках коливанням різних полів у твердому тілі можна поставити у відповідність частинки (за принципом корпускулярно-хвильового дуалізму). Такі поля не існують окремо від тіла, у якому вони розповсюджуються, тому відповідні частинки називають квазічастинками. Багато квазічастинок, такі як фонон і магнон є бозонами. Також важливими квазічастинками-бозонами є зв'язаний стан електронів куперівська пара — два електрона, що об'єднуються завдяки взаємодії з фононами (ці частинки відіграють важливу роль у механізмі надпровідності) або екситон — зв'язаний стан електрона і дірки.

### Гіпотетичні частинки
Багато розширень стандартної моделі  передбачають існування нових бозонів. 
- Темна матерія може складатися з невідомих нам легких бозонів — кандидатом на цю роль є аксіон[4].
- Суперсиметричні теорії передбачають існування слептонів — суперсимметричних партнерів лептонів. Такі частинки носять відповідні назви селектрон, смююн і т.д. Якщо слептони існують, то вони є надзвичайно важкими.
- Теорія великого об'єднання передбачає існування єдиної взаємодії, в яку зливаються слабка, сильна і електромагнітна взаємодія за надвисоких енергій. Носіями такої взаємодії є X та Y бозони.
- Гексакварки[en] — гіпотетичні мезони, що складаються з шести кварків. Наразі існує кілька кандидатів на таку частинку, проте вони все ще не є підтвердженими. Деякі варіанти гексакварків є дуже стабільними, тому теж розглядаються як кандидати у темну матерію[5].

## Системи бозе-частинок

### Бозе-газ
Розподіл бозонів по енергетичних рівнях може бути отриманий з розподілу розподілу Ґіббса. Оскільки на бозони не діє принцип Паулі, їх розподіл по енергетичних рівнях для ідеального газу можна отримати, якщо додати умови про дискретність можливих енергетичних станів і неможливість розрізнення частинок.
{\displaystyle {\bar {n}}_{k}={\frac {1}{e^{\frac {\varepsilon _{k}-\mu }{kT}}-1}}},
де nk — кількість частинок, що мають енергію εk, μ — хімічний потенціал, k — стала Больцмана а Т — температура.
Цей вираз називається статистикою Бозе-Ейнштейна. Варто зауважити, що для бозе-газу μ завжди менше або дорівнює нуля (інакше формула давала б від'ємні значення кількості частинок для деяких енергій).
Можна порівняти цей розподіл з розподілом для газу ферміонів
{\displaystyle {\bar {n}}_{k}={\frac {1}{e^{\frac {\varepsilon _{k}-\mu }{kT}}+1}}},
і розподілом Максвелла-Больцмана для класичних частинок: 
{\displaystyle {\bar {n}}_{k}=e^{\frac {\mu -\varepsilon _{k}}{kT}}},
Як можна побачити, розподіли стають однаковими, якщо експонента у знаменнику значно більша за одиницю.
Використовуючи формули розрахунку хімічного потенціалу, можна записати критерій допустимості використання класичних формул для опису квантових газів:
{\displaystyle e^{-{\frac {\mu }{kT}}}={\frac {V}{N}}\left({\frac {2\pi mkT}{h^{2}}}\right)^{3/2}\gg 1},
Тобто, газ може перестати описуватись класичними формулами через низьку температуру, високий тиск, або легкість частинок. Такий газ називається виродженим. 
Характерною особливістю бозе-газів є бозе-конденсація — перехід макроскопічної кількості атомів у стан з нульовою енергією.
Приклади реальних бозе-газів, де квантові ефекти мають значний вплив:
- Газ, що складається з бозе-атомів за наднизьких температур
- Фотонний газ (такий газ завжди є виродженим)
- Фононний газ у бозе-ейнштейнівському конденсаті

Неідеальний бозе-газ, атоми якого взаємодіють, описується за допомогою рівняння Гросса–Пітаєвського.

### Бозе-рідина
У деяких випадках, бозе-конденсація може відбуватися у рідині а не у газі. Найважливішою особливістю бозе-рідин є надплинність. Прикладами таких систем є:
- Рідкий гелій-4
- Газ куперівських пар у металах у стані надпровідності

## Вторинне квантування
Для операторів народження та знищення бозонів виконуються комутаційні співвідношення:
{\displaystyle {\hat {a_{i}}}{\hat {a_{j}}}^{\dagger }-{\hat {a_{j}}}^{\dagger }{\hat {a_{i}}}=\delta _{ij}}
{\displaystyle {\hat {a_{i}}}{\hat {a_{j}}}-{\hat {a_{j}}}{\hat {a_{i}}}=0}
{\displaystyle {\hat {a_{i}}}^{\dagger }{\hat {a_{j}}}^{\dagger }-{\hat {a_{j}}}^{\dagger }{\hat {a_{i}}}^{\dagger }=0}

## Історія
Назву "бозон" запропонував Поль Дірак на честь індійського фізика Шатьєндраната Бозе, який першим описав розподіл енергії бозонного газу. Бозе вивів свій розподіл для фотонного газу у 1923 році, намагаючись вивести закон випромінювання Планка для абсолютно чорного тіла з принципів квантової теорії.